# Nabnitu
Nabnitu (en español, Lo creado) es un texto, precedente lejano de la enciclopedia, fechado en torno al año 1800 a. C., en el periodo paleobabilónico. Consiste en varias tablillas. 
Destaca la número XXXII, normalmente nominada U.3011, un texto bilingüe escrito en sumerio y acadio que porta el ejemplo más antiguo conocido de notación musical. Se refiere a un instrumento desconocido de nueve cuerdas con sus intervalos musicales. Las cuerdas se dividen en dos columnas, una escrita en sumerio y otra en acadio. Actualmente la tablilla XXXII se conserva en el Museo Británico.